# KNDS Deutschland
KNDS Deutschland GmbH & Co. KG (do marca 2024 jako Krauss-Maffei Wegmann GmbH & Co. KG, KMW) – niemieckie przedsiębiorstwo branży przemysłu zbrojeniowego, zajmujące się produkcją pojazdów wojskowych oraz różnego rodzaju symulatorów. Siedziba przedsiębiorstwa mieści się w Monachium.
Przedsiębiorstwo powstało w 1999 roku w wyniku usamodzielnienia się działu zbrojeniowego spółki Krauss-Maffei AG, produkującej sprzęt wojskowy od lat 30. XX wieku, i połączeniu się z Wegmann & Co. GmbH.
Do produkowanych przez przedsiębiorstwo pojazdów należą m.in. czołgi Leopard 1 i Leopard 2, samobieżne zestawy przeciwlotnicze Gepard, bojowe wozy piechoty Puma, transportery opancerzone Boxer i Terrier, bojowe wozy rozpoznawcze Fennek, samobieżne haubice PzH 2000, wyrzutnie rakietowe MLRS, samochody opancerzone GFF 4, Dingo, AMPV i Mungo oraz czołgi mostowe Leguan.
29 lipca 2015 Krauss-Maffei Wegmann oraz francuski Nexter Systems podpisały umowę o utworzeniu joint venture z równym udziałem obu przedsiębiorstw. Przewidywana nazwa nowej spółki miała brzmieć Newco. W grudniu 2015 rząd federalny Niemiec wyraził zgodę na połączenie koncernów i utworzenie spółki o nazwie KMW and Nexter Together, w skrócie KANT. Siedzibą firmy będzie Amsterdam.